# WFV-Pokal 2015/16
Der WFV-Pokal 2015/16 war die 64. Ausgabe des WFV-Pokals als höchstem Pokalwettbewerb des Württembergischen Fußballverbands. Der seinerzeitige baden-württembergische Oberligist FV Ravensburg gewann den Titel mit einem 5:2-Endspielerfolg über den Ligakonkurrenten FSV 08 Bissingen. Mit dem Gewinn des WFV-Pokals qualifizierte sich der Klub für den DFB-Pokal 2016/17.
Der Titelgewinn war der erste Pokalsieg in der Geschichte des FV Ravensburg bei der vierten Finalteilnahme. Der Finalgegner FSV 08 Bissingen stand zum zweiten Mal nach 2004 im Endspiel, seinerzeit hatte er mit einer 0:8-Endspielniederlage gegen den VfR Aalen das schlechteste Finalergebnis in der Geschichte des Wettbewerbs hinnehmen müssen.
Die ersten drei Runden des Pokalwettbewerbs wurden in vier regionalen Gruppen ausgetragen. Ab dem Achtelfinale wurde verbandsweit gespielt. Der Titelverteidiger SSV Reutlingen 05, der im DFB-Pokal 2015/16 mit einem 3:1-Erstrundensieg über den Karlsruher SC hatte aufhorchen lassen und erst in der zweiten Runde gegen Eintracht Braunschweig ausschied, war bereits in der dritten Verbandspokalrunde am Ex-Bundesligisten Stuttgarter Kickers gescheitert.

## Achtelfinale
|                            | Ergebnis |                      |
| -------------------------- | -------- | -------------------- |
| SSV Ehingen-Süd            | 1:5      | FSV 08 Bissingen     |
| Sportfreunde Dorfmerkingen | 1:4      | FSV Hollenbach       |
| FV Ravensburg II           | 2:3      | TSV Essingen         |
| SC 04 Tuttlingen           | 0:3      | SGV Freiberg Fußball |
| SV Nehren                  | 1:3      | 1. FC Heiningen      |
| Neckarsulmer Sport-Union   | 0:1      | FV Ravensburg        |
| SG Kisslegg                | 0:4      | SSV Ulm 1846         |
| TSG Backnang 1919          | 1:3      | Stuttgarter Kickers  |

* Klassentiefere Mannschaften genießen Heimrecht

## Viertelfinale
|                      | Ergebnis  |                      |
| -------------------- | --------- | -------------------- |
| FSV Hollenbach       | 2:3       | FSV 08 Bissingen     |
| TSV Essingen         | 3:2 n. V. | SGV Freiberg Fußball |
| SSV Ulm 1846 Fußball | 0:3       | FV Ravensburg        |
| 1. FC Heiningen      | 0:2       | Stuttgarter Kickers  |

* Klassentiefere Mannschaften genießen Heimrecht

## Halbfinale
|                  | Ergebnis  |                     |
| ---------------- | --------- | ------------------- |
| TSV Essingen     | 1:3       | FV Ravensburg       |
| FSV 08 Bissingen | 2:1 n. V. | Stuttgarter Kickers |

* Klassentiefere Mannschaften genießen Heimrecht

## Finale
| Paarung          | FSV 08 Bissingen – FV Ravensburg |
| Ergebnis         | 2:5 (2:2) |
| Datum            | 28. Mai 2016 |
| Stadion          | Gazi-Stadion auf der Waldau, Stuttgart |
| Zuschauer        | 3.660 |
| Schiedsrichter   | Johannes Steck (Oberensingen) |
| Tore             | 0:1 Fiesel (9.), 0:2 Zimmermann (12.), 1:2 Asch (27.), 2:2 Lindner (30.), 2:3 Wohlfahrt (66.), 2:4 Wiest (79.), 2:5 Soyudoğru (88.) |
| FSV 08 Bissingen | Sven Burkhardt – Riccardo Gorgoglione (73. Lukas Buck), Tim Reich, Marcel Willberg – Duc Thanh Ngo (63. Nico Walter), Simon Lindner, Manuel Sanchez (81. Pascal Hemmerich), Oskar Schmiedel, Luca Wöhrle, Mario Di Biccari (67. Patrick Milchraum) – Marian Asch Cheftrainer: Alfonso García         |
| FV Ravensburg    | Haris Mesic – Sebastian Mähr, Johannes Joser, Jascha Fiesel, Sebastian Reiner – Jona Boneberger, Nicolas Jann, Ralf Heimgartner (57. Daniel Hörtkorn), Thomas Zimmermann (77. Jonas Wiest) – Ndriqim Halili (69. Rahman Soyudoğru), Steffen Wohlfarth (84. Moritz Jeggle) Cheftrainer: Wolfram Eitel |